# Lữ hầu
Lữ hầu (chữ Hán: 吕侯) là đại thần nhà Chu thời Chu Mục vương, phụ tá Chu Mục vương trị quốc. Vì chư hầu có mâu thuẫn với nhà Chu nên ông trình báo với Mục vương. Nhà vua lệnh cho ông soạn hình thư, rồi bố cáo thiên hạ gọi là Lữ hình, nhân vì Lữ hầu hay gọi là Phủ hầu, vì thế Lữ hình cũng gọi là Phủ hình, được coi là bộ hình pháp thành văn sớm nhất của Trung Quốc.